# Rachelle Campbell
Rachelle Campbell, född 30 oktober 1956, är en friidrottare från Kanada. Hon deltog vid olympiska sommarspelen 1976.